# توکسیدروم

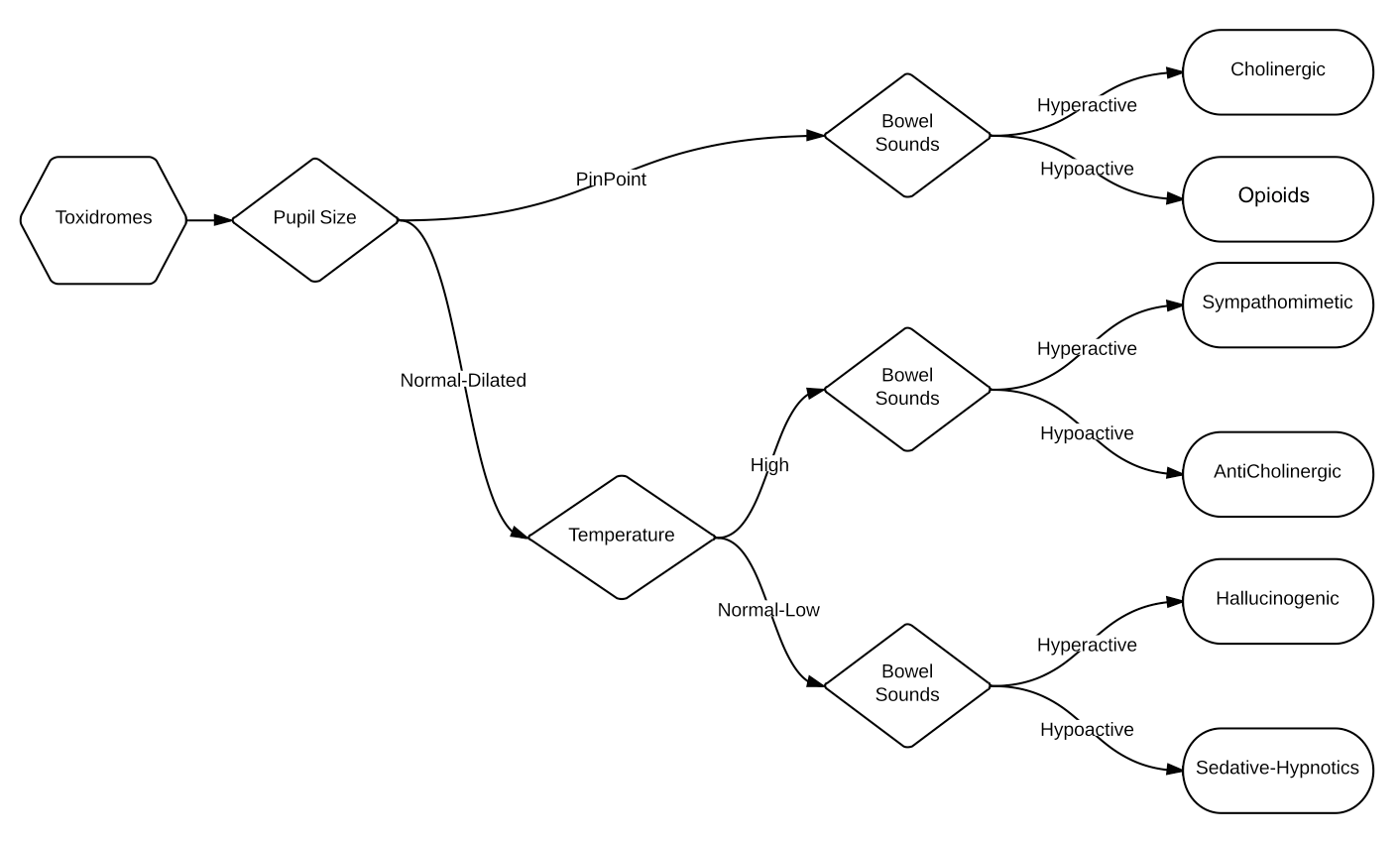
جدول تشخیص زهرنشانه‌ها.

نشانگان بالینی در مسمومیت‌ها را توکسیدروم (انگلیسی: Toxidrome) یا زَهرنِشانه می‌گویند. 
به عبارتی، توکسیدروم به مجموعه علائم و معاینه بالینی که دال بر مسمومیت با گروهی خاص از داروها یا مواد شیمیائی است گفته می‌شود.
توکسیدروم گروهی از علائم فیزیولوژیکی غیرطبیعی شامل علائم حیاتی، شکل ظاهری بیمار، پوست، چشم، غشاهای مخاطی، ریه، قلب، شکم و علائم عصب‌شناختی مرتبط با گروه خاصی از مواد می‌باشد و در تشخیص مواردی که، تماس با ماده به نحوی مشخص نباشد کمک کننده است. 
طی معاینات فیزیکی و عصبی پزشک باید هرگونه توکسیدروم یا علایمی را که بر مواجهه با سم دلالت دارند شناسایی کند. مثلاً مردمک‌های منقبض می‌تواند نشانه‌ای از مسمومیت با عوامل کولینرژیک یا مخدرها باشد. وضعیت ذهنی بیمار، علایم حیاتی، واکنش مردمک، رطوبت و رنگ پوست و صداهای روده نیز باید مورد توجه قرار گیرند. پودر یا آثار استفراغ در اطراف دهان و هر گونه بوی غیرعادی تنفس نیز از شاخص‌های مهم به‌شمار می‌روند.
شایعترین توکسیدروم‌ها عبارتند از:
سندرم آنتی‌کولینرژیک
سندرم سمپاتومیمتیک